# Västerrottna

Västerrottna är en by i Gräsmarks socken i Sunne kommun belägen mellan Rottneros och Uddheden, väster om sjön Rottnen. 
Västerrottna har bland annat ett vattenkraftverk i vattendraget Bratta älv.

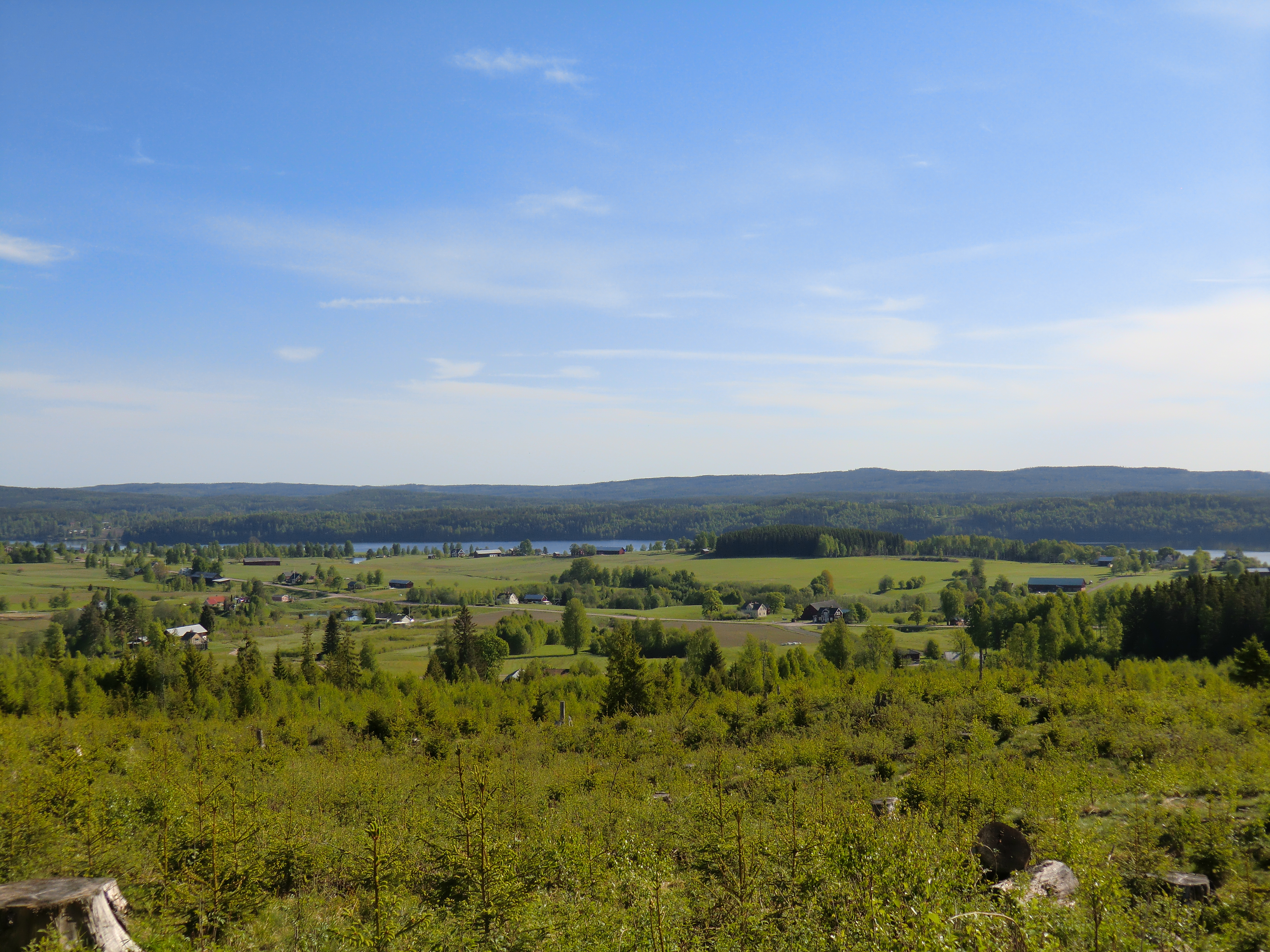
Vy över Västerrottna.

Södra Västerrottna hemman sägs vara en av de äldsta byarna i Gräsmark och var troligen skattlagd före år 1540. Ursprungligen utmark (afgärdahemman) till Rottneros och omnämnd i skrift år 1363.

## Personer med anknytning till bygden

### Konstnärer
- Sven Schützer-Branzén, 1925–2006, konstnär

### Idrott
- Arvid Andersson (tyngdlyftare), 1919–2011, tyngdlyftare